# Marvel One-Shots
Marvel One-Shots är en serie av direkt till video producerade kortfilmer från Marvel Studios, som utspelar sig i Marvel Cinematic Universe (MCU). De är inkluderade som extramaterial i filmernas Blu-ray och digital nedladdning utgåvor, men inte i DVD-utgåvan. Samtliga kortfilmer, som har en speltid på 4-14 minuter, är designade att vara fristående historier som ger mer bakgrundsinformation kring karaktärer eller händelser som har introducerats i filmerna. Två av kortfilmerna har varit inspiration för TV-serier som utspelar sig i MCU.
I de två första filmerna spelar Clark Gregg huvudrollen som Agent Phil Coulson och ger en bild över hur en vanlig dag för en S.H.I.E.L.D.-agent kan se ut. I den tredje filmen medverkar Lizzy Caplan och Jesse Bradford som ett olyckligt par som hittar ett kasserat Chitaurivapen efter händelserna i The Avengers. Den fjärde filmen fokuserar på Hayley Atwell som Peggy Carter efter händelserna i Captain America: The First Avenger, medan den femte handlar om Ben Kingsley som Trevor Slattery efter händelserna i Iron Man 3.

## Historik
I augusti 2011 tillkännagav Marvel att ett antal fristående kortfilmer, med en egen historia, skulle släppas direkt till video. Medproducenten Brad Winderbaum kommenterade följande: "It's a fun way to experiment with new characters and ideas, but more importantly it's a way for us to expand the Marvel Cinematic Universe and tell stories that live outside the plot of our features." De första två filmerna producerades tillsammans med The Ebeling Group, regisserades av Leythum och skrevs av Eric Pearson.
En av Marvel Studios chefer Louis D’Esposito upprepade denna idé, där han uppgav att målet med Item 47 var att "expandera världen och visa dig mer mänskliga inslagen i det". Han fortsatte att tala om att Marvel brottades med tanken på att införa etablerade karaktärer som kanske ännu inte är redo att bära sina egna filmer i framtida One-Shots, där han sade följande: "There’s always a potential to introduce a character. We have 8,000 of them, and they can’t all be at the same level. So maybe there are some that are not so popular, and we introduce them [with a short] – and they take off. I could see that happening."
I juli 2013 uppgav D’Esposito att han övervägde att producera fristående kortfilmer för flera karaktärer, däribland Loke, en ung Nick Fury och Black Panther. När det gällde Loke, sade D’Esposito följande: "Being on Asgard is very difficult for us to do in a short. It’s just impossible for us cost wise. The short would be 30 seconds, and it’s over. One shot of Loki on Asgard." Angående Fury och Black Panther anmärkte han följande: "It’s very complicated to do: who plays those characters? And designing the costume, getting it going … We tried. We were there in development, and we tried, but they were very difficult for all the reasons I gave. And we don’t want to do something that’s half baked because it’s not good for us and it’s not good for our fans." Under panelen som handlade om Agent Carter vid 2013 års San Diego Comic-Con International, uppgav D'Esposito att studion övervägde att visa kortfilmerna i biograferna, före filmerna.
I oktober 2013 uppgav Ben Kingsley att han jobbade på ett hemligt projekt med Marvel som även omfattade "flera medlemmar ur filmteamet som jobbade på Iron Man 3," vilket senare blev tillkännagivet som kortfilmen All Hail the King. I en intervju med Total Film från februari 2014, nämnde Drew Pearce andra kortfilmer som han hade skrivit men som aldrig blev verklighet, däribland några som var baserade på Sin, Crossbones och Damage Control. I maj 2014 blev det känt att ingen kortfilm skulle släppas ihop med Captain America: The Winter Soldier, samt i oktober 2014 att det inte heller skulle finnas med någon kortfilm ihop med släppet av Guardians of the Galaxy. Guardians of the Galaxy regissör James Gunn uppgav att en One-Shot inte inkluderades med filmen var till följd av utrymmesbrist på skivan.

## Kortfilmer
| Film                                               | Premiärdatum                                                | Regissör         | Manus        | Producent   | Utgivning                          |
| -------------------------------------------------- | ----------------------------------------------------------- | ---------------- | ------------ | ----------- | ---------------------------------- |
| The Consultant                                     | 13 september 2011                                           | Leythum          | Eric Pearson | Kevin Feige | Thor                               |
| A Funny Thing Happened on the Way to Thor's Hammer | 25 oktober 2011                                             | Leythum          | Eric Pearson | Kevin Feige | Captain America: The First Avenger |
| Item 47                                            | 25 september 2012                                           | Louis D’Esposito | Eric Pearson | Kevin Feige | The Avengers                       |
| Agent Carter                                       | 3 september 2013 (Digital) 24 september 2013 (Fysisk media) | Louis D’Esposito | Eric Pearson | Kevin Feige | Iron Man 3                         |
| All Hail the King                                  | 4 februari 2014 (Digital) 25 februari 2014 (Fysisk media)   | Drew Pearce      | Drew Pearce  | Kevin Feige | Thor: The Dark World               |

### The Consultant(2011)

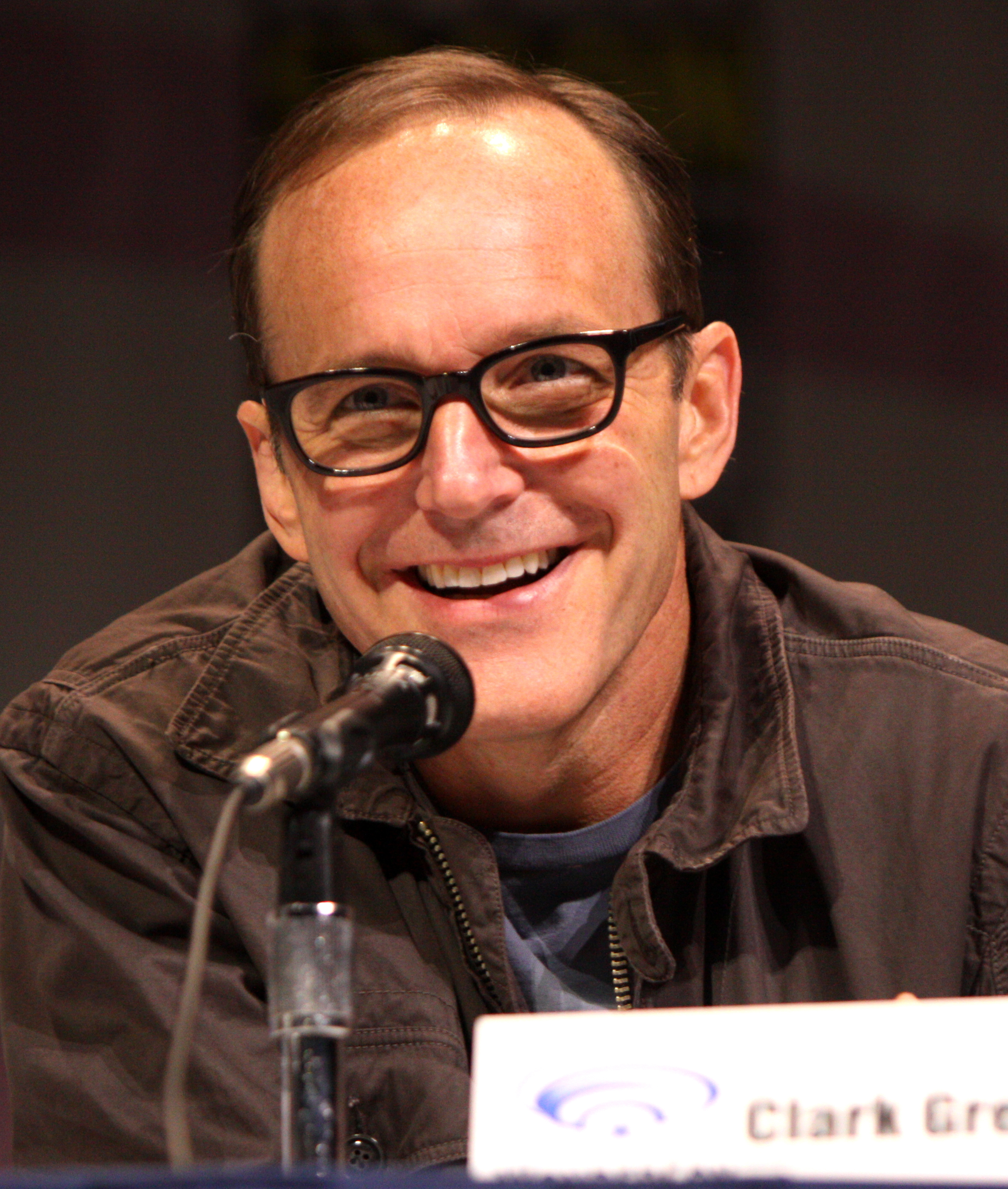
Clark Gregg repriserade sin roll från MCU-filmerna som Agent Phil Coulson i de två första filmerna.

Handlingen utspelar sig efter filmerna Iron Man 2 och The Incredible Hulk, där Phil Coulson informerar Jasper Sitwell om att World Security Council anser att Emil Blonsky ska släppas från fängelset för att ansluta sig till Avengers Initiative. De ser honom som en krigshjälte och lägger skulden för förödelsen i New York på Bruce Banner. Rådet beordrar dem att skicka en agent för att be general Thaddeus "Thunderbolt" Ross att överlämna Blonsky till S.H.I.E.L.D.'s förvar. Då Nick Fury inte vill släppa Blonsky, beslutar de båda agenterna att skicka en syndabock för att sabotera mötet. På en uppmaning från Sitwell urging, skickar Coulson motvilligt "The Consultant": Tony Stark. Som det delvis avbildades i eftertextscenen i The Incredible Hulk, sitter en vanhedrad Ross i en bar och dricker, när han kontaktas av Stark, som retar Ross så mycket att han försöker få Stark utsparkad från baren. Som svar köper Stark baren och låter riva den. Nästa dag informerar Coulson Sitwell om att deras plan har fungerat och att Blonsky fortsätter att sitta fängslad.
Vid 2011 års San Diego Comic-Con tillkännagav Marvel att The Consultant skulle vara en exklusiv del av Blu-ray-utgåvan av filmen Thor den 13 september 2011. Den regisserades av Leythum och manuset skrevs av Eric Pearson, medan musiken komponerades av Paul Oakenfold. Clark Gregg och Maximiliano Hernández repriserade sina roller som agenterna Phil Coulson och Jasper Sitwell från filmerna. De fick sällskap genom arkmaterial av Robert Downey, Jr. som Tony Stark / The Consultant, William Hurt som General Thaddeus "Thunderbolt" Ross och Tim Roth som Emil Blonsky i sin Abomination-form. Medproducenten Brian Winderbaum sade att producenterna: "wanted to paint a picture of S.H.I.E.L.D. pulling the strings and being responsible for some of the events seen in the films. What better character to represent this idea than Agent Coulson, the first S.H.I.E.L.D. agent we were introduced to in the first Iron Man film?"

### A Funny Thing Happened on the Way to Thor's Hammer(2011)
Handlingen utspelar sig under händelserna i filmen Thor, där Phil Coulson stannar vid en bensinstation på sin väg till Albuquerque, New Mexico. Medan Coulson handlar tilltugg i den bakre delen av stationen, kommer två rånare in i butiken och kräver att få pengarna i kassan. När rånarna frågar vems bilen är som står parkerad utanför, avslöjar Coulson sig själv, överlämnar sina nycklar, samt erbjuder sig att även ge dem sin pistol. Samtidigt som han är på väg att överlämna pistolen, distraherar han rånarna och kuvar de båda männen på några sekunder. Han betalar sedan nonchalant för sina mellanmål samtidigt som han ger ett subtilt råd till expediten att inte nämna hans engagemang i rånet och lämnar stationen.
A Funny Thing Happened on the Way to Thor's Hammer inkluderades tillsammans med Blu-ray-utgavan av Captain America: The First Avenger den 25 oktober 2011. Den regisserades av Leythum och skrevs av Eric Pearson, med musik av Paul Oakenfold. I kortfilmen medverkar Clark Gregg i sin roll som agent Phil Coulson.

### Item 47(2012)
Det olyckliga paret Bennie och Claire hittar ett kvarlämnat och kasserat Chitaurivapen ("Item 47") från attacken mot New York i The Avengers. Paret använder vapnet för att råna ett par banker, vilket lockar till sig S.H.I.E.L.D., som utser agenterna Sitwell och Blake för att återta vapnet och "neutralisera" paret. Agent Sitwell spårar upp paret till ett motellrum som förstörs i den efterföljande konfrontationen och de stulna pengarna blir förstörda. Istället för att döda paret, erbjuder Sitwell dem att gå med i S.H.I.E.L.D., där Bennie blir tilldelad en plats i tankesmedjan R&D för att dekonstruera Chitauriteknologin och Claire blir Blakes assistent.
Item 47 släpptes på Blu-ray ihop med Marvel's The Avengers den 25 september 2012. I kortfilmen medverkar Jesse Bradford och Lizzy Caplan som Bennie och Claire, medan vi får återse Agent Sitwell, spelad av Maximiliano Hernández och blir introducerade till Agent Blake, spelad av Titus Welliver. Den regisserades av en av Marvel Studios chefer, Louis D’Esposito och skrevs av Eric Pearson. Filmen, som filmades under fyra dagar, har en speltid på 12 minuter, lite längre än de föregående filmerna, som inte var längre än 4 minuter. Item 47 hjälpte till att inspirera MCU:s TV-serie Marvel's Agents of S.H.I.E.L.D..

### Agent Carter(2013)

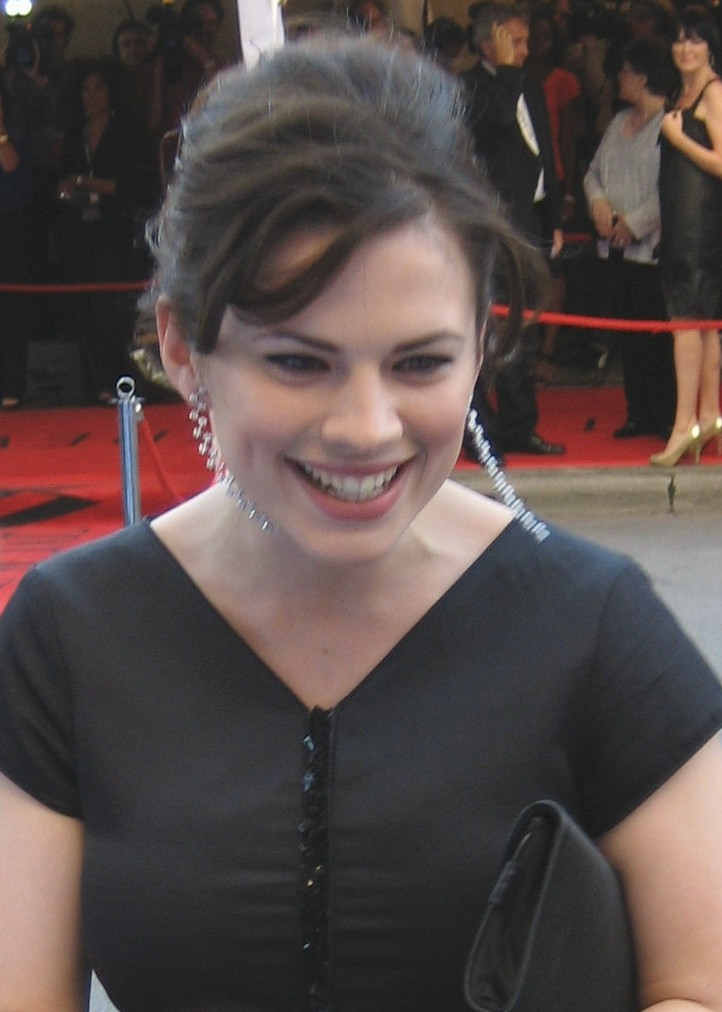
Hayley Atwell repriserade sin roll från Captain America: The First Avenger, som fortsätter historien om Peggy Carter.

Handlingen utspelar sig ett år efter händelserna i Captain America: The First Avenger, och agent Carter, som nu är medlem av organisationen Strategic Scientific Reserve, har fastnat i att sammanställa data istället för att arbeta med fältarbete. En natt då hon är ensam på kontoret, börjar uppdragstelefonen att ringa, som ger Carter information över platsen för den mystiska Zodiac. Hon beger sig till platsen och lyckas hämta serumet ensam. Nästa dag får hon en anmärkning av sin chef agent Flynn, då hon inte har gått igenom de korrekta förfaranden för att slutföra uppdraget. Carter förklarar att uppdraget var tidskänsligt, men Flynn är oberörd och avfärdar Carter som en "gammal flamma" till Captain America som fick sitt nuvarande arbete av medlidande för hennes sorg. Samtidigt som Flynn går till sitt kontor, ringer uppdragstelefonen och denna gång är det Howard Stark som talar i andra ändan. Han uppmanar Flynn att informera Carter om att hon kommer att bli delägare i den nyinrättade organisationen S.H.I.E.L.D. och att Flynn själv måste hjälpa Carter med sina saker. I en scen i eftertexterna får vi se Dum Dum Dugan sitta vid poolen med Stark, och förundras över två kvinnor som bär den nyligen skapade bikinin. Dugan frågar Stark om han uppfann den, till vilka Stark svarar: "No, the French".
Agent Carter släpptes på Blu-ray tillsammans med Iron Man 3 den 24 september 2013, samt som en del av en digital utgivning den 3 september 2013. I filmen ser vi återigen Hayley Atwell i rollen som Peggy Carter. Andra bekanta ansikten som också medverkar är Dominic Cooper och Neal McDonough i sina roller som Howard Stark och Timothy "Dum Dum" Dugan, Chris Evans via arkivmaterial som Steve Rogers / Captain America, samt introducerar Bradley Whitford som agent Flynn och Shane Black som den okroppsliga rösten. Den regisserades av Louis D’Esposito och skrevs av Eric Pearson. Korfilmen spelades in under fem dagar. TV-serien Marvel's Agent Carter är direkt relaterad till kortfilmen.

### All Hail the King(2014)

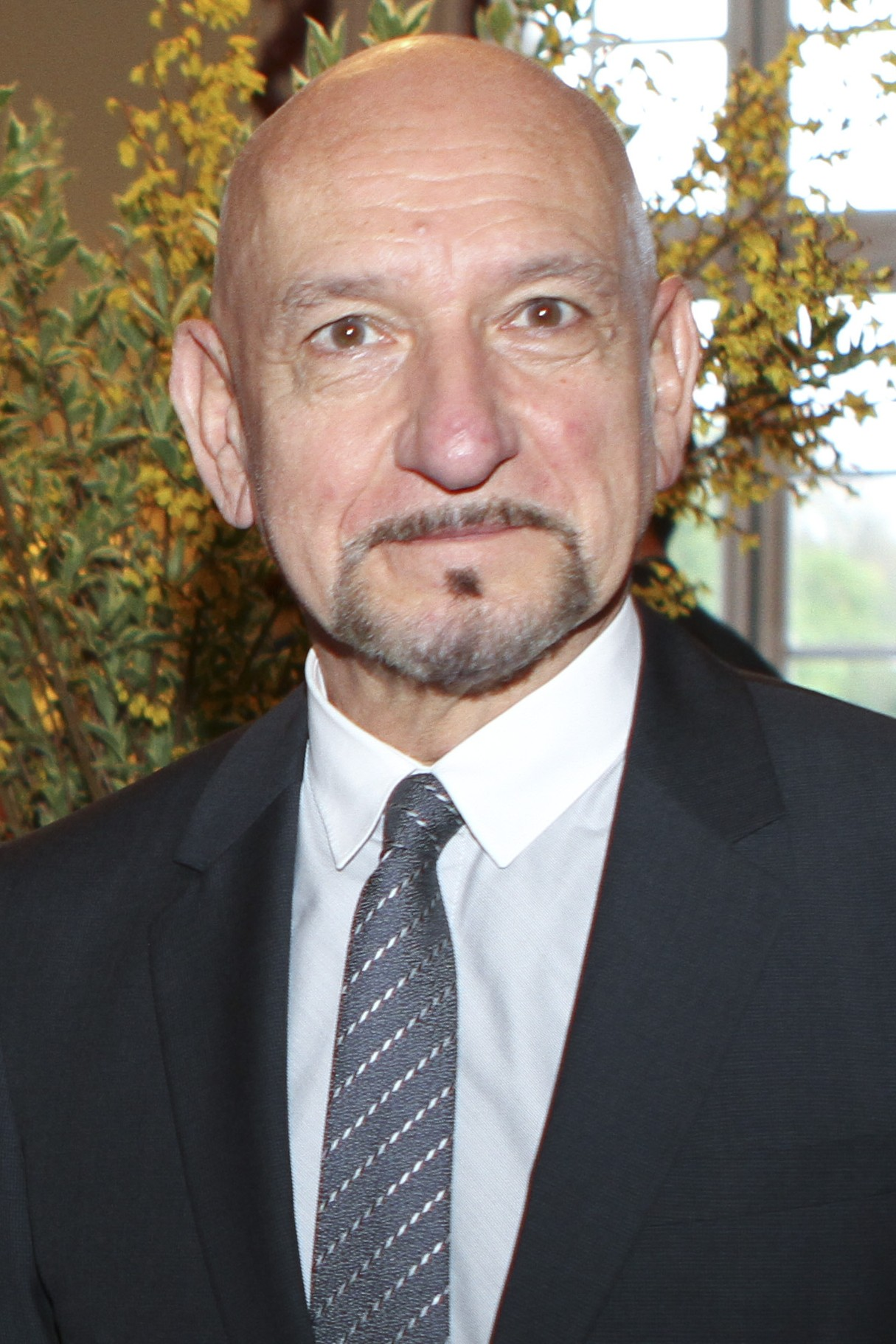
Efter det Ben Kingsley blev knuten till All Hail the King, skrev flera från filmens filmteam på för att medverka i produktionen.

Handlingen fokuserar på Trevor Slattery, som i slutet av Iron Man 3 blivit tillfångatagen, och nu sitter fängslad i Seagate Prison. I fängelset lever han lyxliv och har sin egen personliga "butler", Herman, liksom andra fångar som fungerar som hans fanclub och skydd från andra intagna. En som sitter i cafeterian och tittar på den uppmärksamhet som Slattery får är Justin Hammer, som funderar över vad som gör honom så speciell. Slattery har pratat med en dokumentärfilmare vid namn Jackson Norriss, som dokumenterar händelserna kring Mandarin-situationen som sågs i Iron Man 3. Norriss, som personligen försöker att lära sig mer om Slattery, återberättar sitt förflutna från sin första roll som barn samt huvudrollen i en misslyckad CBS-pilot. Norriss informerar småningom Slattery att hans skildring har förargat en del människor, däribland själva terrorgruppen Ten Rings, som Slattery inte visste fanns. Norriss berättar historien om Mandarinen och terroristgruppen, innan avslöjar att han faktiskt är medlem i gruppen. Den verkliga orsaken till Norriss intervju med Slattery är att få ut honom ur fängelset så att han kan möta den verkliga Mandarinen. Efter att få höra detta, har Slattery fortfarande ingen aning om de fulla konsekvenserna av att han poserade som Mandarinen.
All Hail The King släpptes den 4 februari 2014 som en digitalutgåva med Thor: The Dark World och den 25 februari 2014 på Blu-ray. I filmen medverkar Ben Kingsley i rollen som Trevor Slattery som han tidigare spelade i Iron Man 3, Scoot McNairy som Jackson Norriss en medlem av terrorgruppen Ten Rings som utgör sig för att vara en dokumentärfilmare, Lester Speight som Herman och Sam Rockwell som återkommer i rollen som Justin Hammer. Kortfilmen är skriven och regisserad av Drew Pearce,som var en av manusförfattarna till Iron Man 3. Musiken är komponerad av Brian Tyler, tillsammans med Caged Heat-scenerna som komponerades av 1980-talets TV-musikikonen Mike Post. Namnet Caged Heat användes tidigare av Marvel som den falska arbetstiteln för Iron Man 3.
När det gällde Rockwells cameo uppgav Pearce följande beskrivning: "I floated it to Marvel, wrote a tag, got his people on board. Then it looked like he wasn't going to be able to do it, as he was in Canada shooting the Poltergeist remake and then, while he was in post-production, he read it and I got a phone call saying that Sam would like to speak to me. So I got on the phone with Rockwell, and he said that if we could shoot it in an hour, on a Sunday lunchtime, in Toronto, then I am in." Pearce reste till Kanada och målade en vägg för att matcha de scener som spelades in Los Angeles och "Rockwell came in and just nailed it."

## Rollista
| Rollfigur                           | The Consultant (2011)    | A Funny Thing Happened on the Way to Thor's Hammer (2011) | Item 47 (2012)                              | Agent Carter (2013)      | All Hail the King (2014) |
| Introducerade i filmerna            | Introducerade i filmerna | Introducerade i filmerna                                  | Introducerade i filmerna                    | Introducerade i filmerna | Introducerade i filmerna |
| ----------------------------------- | ------------------------ | --------------------------------------------------------- | ------------------------------------------- | ------------------------ | ------------------------ |
| Emil Blonsky The Abomination        | Tim RothA V              |                                                           |                                             |                          |                          |
| Peggy Carter                        |                          |                                                           |                                             | Hayley Atwell            |                          |
| Phil Coulson                        | Clark Gregg              | Clark Gregg                                               |                                             |                          |                          |
| Timothy "Dum Dum" Dugan             |                          |                                                           |                                             | Neal McDonough           |                          |
| Justin Hammer                       |                          |                                                           |                                             |                          | Sam Rockwell             |
| Steve Rogers Captain America        |                          |                                                           |                                             | Chris EvansA             |                          |
| General Thaddeus "Thunderbolt" Ross | William HurtA            |                                                           |                                             |                          |                          |
| Jasper Sitwell                      | Maximiliano Hernández    |                                                           | Maximiliano Hernández                       |                          |                          |
| Trevor Slattery                     |                          |                                                           |                                             |                          | Ben Kingsley             |
| Howard Stark                        |                          |                                                           |                                             | Dominic Cooper           |                          |
| Tony Stark The Consultant           | Robert Downey, Jr.A      |                                                           |                                             |                          |                          |
| Introducerade i en One-Shot         |                          |                                                           |                                             |                          |                          |
| Felix BlakeT                        |                          |                                                           | Titus Welliver (krediterad som Agent Blake) |                          |                          |
| Bennie Pollack                      |                          |                                                           | Jesse Bradford                              |                          |                          |
| Claire Wise                         |                          |                                                           | Lizzy Caplan                                |                          |                          |
| John Flynn                          |                          |                                                           |                                             | Bradley Whitford         |                          |
| Den okroppsliga rösten              |                          |                                                           |                                             | Shane BlackR             |                          |
| Herman                              |                          |                                                           |                                             |                          | Lester Speight           |
| Jackson Norriss                     |                          |                                                           |                                             |                          | Scoot McNairy            |

## Mottagande
Cindy White från IGN kallade The Consultant för "intressant" och beskrev den följande: "The snappy dialogue seems to fit right in with what we expect from a Joss Whedon-ized Avengers movie." Scott Chitwood från ComingSoon.net kommenterade kortfilmen följande: "Considering a third of this is a rehash of an old bonus scene and the other 2/3 is Coulson sitting and having a chat, this is a pretty big disappointment."
R.L. Shaffer från IGN tyckte att A Funny Thing Happened on the Way to Thor's Hammer var "rolig". Zachary Scheer från Cinema Blend ansåg att: "The short is as hackneyed as that title. It's about four minutes of Coulson being a badass, if the definition of 'badass' is "performing needless slow-motion action stunts and then pausing to consider something normal people would consider – like which donuts to buy."
Andre Dellamorte från Collider kallade Item 47 för "dum". William Bibbiani från Crave Online beskrev filmen som följande: "The short is largely a success: [Maximiliano] Hernandez, [Jesse] Bradford and [Lizzy] Caplan are all in fine form although, [Titus] Welliver seems saddled with a little awkward dialogue, particularly in regards to Coulson, which doesn’t entirely sell." Spencer Terry från Superhero Hype! sade följande: "[Item 47] is easily the best one they've done, and I think that can be attributed to its length seeing as it's three times longer than the other One-Shots. With a longer run time, the short film doesn't have to rush to show us everything that it wants to - we get a clear understanding of both the S.H.I.E.L.D. perspective of the events and the robbers' point of view."
Andy Hunsaker från Crave Online kommenterade följande om Agent Carter: "Agent Carter is a fun treat which could lead the way for some female-led Marvel films and, if nothing else, it gives its title character the send-off she deserves." Scott Collura från IGN beskrev den som följande: "Atwell's Carter is the big-screen female superhero we've all been waiting for. She kicks so much ass in this short story with such aplomb, using not just brawn but also brains, and it's all very clever and fun." Rosie Fletcher från Total Film sade följande: "Atwell makes a perfect femme fatale-come-special agent, and this '40s noir-style short looks great and packs some euphoric action moments."
Cliff Wheatley från IGN gav All Hail the King ett betyg på 9,4 av 10 möjliga. Han motiverade detta följande: "a return to the loveable personality of the hapless Trevor and a step forward for the larger Marvel Cinematic Universe. It has its twists that should satisfy both lovers and haters of Trevor Slattery. But it’s the approach that Pearce takes with the material, from the kung-fu movie style credit sequences to the light-hearted tone that takes a sudden and jarring turn. Kingsley once again shines in the role of Slattery, aloof and ignorant, but more than happy to slide back into Mandarin mode if it will please his adoring fans. Pearce does go for some of the same jokes from Iron Man 3 in a sort of referential way, but it’s nothing too damaging." Andrew Wheeler från Comics Alliance kritiserade sättet som homosexualitet presenterades i kortfilmen, eftersom det var Marvel Studios första försök att föra in HBTQ-koncept till MCU.